# Großsteingräber bei Gollern
Die Großsteingräber bei Gollern waren drei megalithische Grabanlagen der jungsteinzeitlichen Trichterbecherkultur bei Gollern, einem Ortsteil von Bad Bevensen im Landkreis Uelzen (Niedersachsen). Sie wurden im 19. Jahrhundert zerstört. Die Gräber wurden in den 1840er Jahren durch Georg Otto Carl von Estorff dokumentiert, aber nicht näher beschrieben.

## Lage
Ein Grab befand sich nordwestlich von Gollern auf der Nordseite eines heute nicht mehr existierenden Weges. Direkt östlich lag eine größere Gruppe von Grabhügeln. Die Gräber 2 und 3 lagen nordnordwestlich des Ortes nahe der Kreuzung zweier Straßen (heute die Einmündung einer von Gollern kommenden Straße in die Landesstraße 253).

## Beschreibung
Über Ausrichtung, Maße und Grabtyp der Anlagen liegen keine Informationen vor. Aus den Kartensignaturen geht lediglich hervor, dass Grab 1 entweder nur eine rechteckige Grabkammer oder ein sehr kleines rechteckiges Hünenbett besaß. Grab 2 besaß eine runde Hügelschüttung und Grab 3 ein größeres rechteckiges Hünenbett.